# Chi You
Chi You, o també traduït com Chi Woo (en xinès: 蚩尤, en coreà: 치우), es considera un déu guerrer, i creador de les armes de metall en l'Antiga Xina, per exemple la daga, la destral o l'espassa. A més a més, també es coneix aquesta figura com un dels reis, i ancestre més importants per la ètnia dels Miao (dintre del grups dels Hmong o Mong, que es troben distribuïts per tot el sud-est d'Àsia).
Aquesta figura apareix també en la mitologia xinesa, de la mateixa manera que en la coreana on es creu que va ser un dels governant mítics del país. En el cas de la historia xinesa destaca pel seu paper en la Batalla de Zhuolu, on es va enfrontar amb Huang Di, també conegut com l'Emperador Groc.

## Origen

### Aparició en la mitologia xinesa
El Chi You se situa en un període concret dintre de la historia de l'antiga Xina, conegut amb el nom del mandat dels Tres Sobirans i els Cinc Emperadors. Aquest moment és considerat com un període mític, en el qual els governants van ser un gran motor de canvi per la societat. Com que sel's atribueixen a cadascun diverses invencions, i descobriments que van beneficia, i enriquir al conjunt de la població, i la cultura. En el cas d'en Chi You, com déu de la guerra, se li atribueix la invenció de la metal·lúrgia, i el mostrar a la humanitat com crear tot tipus d'armes. Tots aquests mites i històries van ser escollides, i posteriorment recollides per formar un compendi de textos, conegut amb el nom de Registres del Gran Historiador, o Shiji, elaborat per en Sima Qian (historiador, i escriptor xinès). En les històries orals que va triar s'exposa la rivalitat entre en Huang Di, i en Chi You, que va concloure en la Batalla de Zhuolu.

#### Batalla de Zhuolu
Aquesta batalla és la que va concloure amb l'enfrontament de les dues principals divinitats, en Huang Di, i en Chi You. L'episodi es recull en diversos textos, cadascun exposa una variant del mite, però tots els relats conclouen de la mateixa forma. Chi You pereix, i l'Emperador Groc triomfa i governa proclamant-se l'ancestre de tot Huaxia (concepte que sorgeix de la autoconsciència nacional xinesa, que vincula la seva civilització a uns ancestres culturals comuns que provenen de temps mítics, i remots).

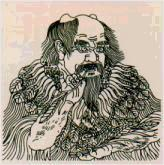
L'Emperador Yan (Shennong, o també conegut Yan Di).

En algunes variants del mite s'explica que en Chi You era el líder d'una confederació de diverses tribus, conegudes com els Jiuli. És a dir, les nou tribus Li. Posteriorment, amb la descoberta de com fabricar armes, en Chi You, junt amb aquestes tribus que liderava, van decidir trencar amb l'ordre social establert. Primerament, van intentar enderrocar a l'Emperador Yan (també conegut com Shennong, o Yan Di), el qual els governava, i Chi You era un dels seus ministres, però es va revoltar contra ell. Algunes fonts posen de relleu una possible vinculació familiar, en altres paraules, en Chi You podria haver estat fill d'en Yan Di.

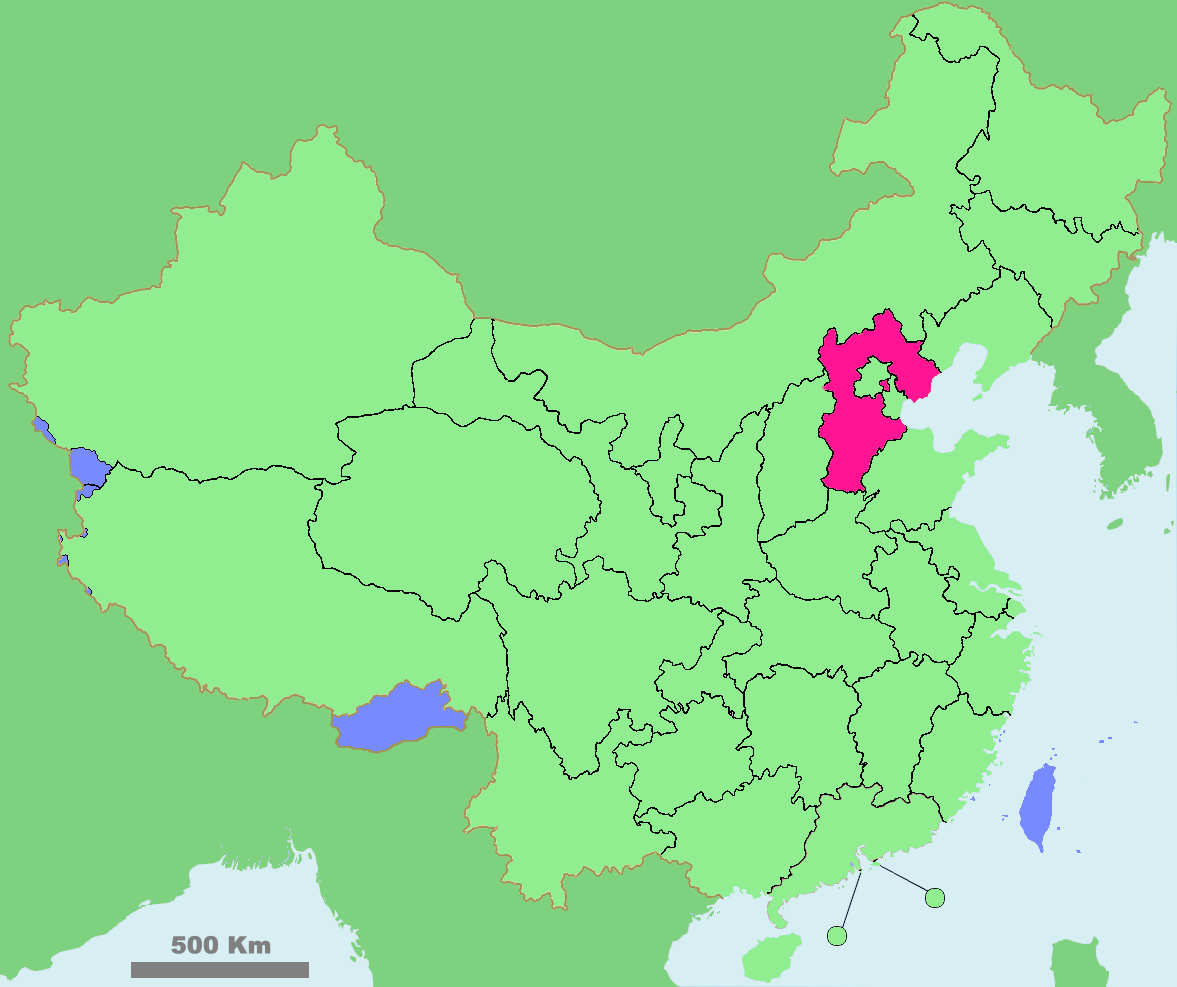
Mapa de l'actual Xina, es resalta, en rosa, la provincia de Hebei.

Arrel d'aquest acte, els Jiuli van intentar envair el territori veí de l'Emperador Yan. Per aquest motiu, Yan Di va decidir aliar-se amb Haung Di, creant així una nova confederació de tribus que rep el nom de Yanhuang. Seguidament, aquests dos blocs, aquells que seguien en Chi You, d0una banda, la nova confederació fruit de la unió dels dos emperadors, de l'altra, es van enfrontar en la coneguda Batalla de Zhuolu. La zona on es va desenvolupar el conflicte està situada en l'actual costa de la ciutat de Hebei (provincia de Shanxi).
En general, les fonts exposen que durant l'enfrontament en Chi You va escampar una mena de boira per poder confondre el nombrós exèrcit d'en Huang Di. Però és convenient esclarir que els diferents textos recullen formes alternatives de com es produeix la boira. En alguns casos es diu que va ser el mateix Chi You qui amb un esternut va escampar-la. En canvi, en altres escrits, s'explica com altres divinitats participaren en aquest conflicte. En la mitologia xinesa, de la mateixa manera que en d'altres corpus, trobem la presència d'un component animista, de tots aquells objectes inanimats o, com aquest cas, fenòmens atmosfèrics com el llamp, la pluja etc. Als quals se'ls hi insufla la vida al conferir-li la categoria de divinitat d'aquell fenomen. En aquest cas de la disputa entre l'Emperador Groc, i en Chi You, tant el vent, com la pluja, i la sequera, són deïtats que prenen part, i participen de la batalla.
En l'inici de la confrontació, en Chi You demana al déu del vent i al de la pluja que generin la ja mencionada boira, per tal de poder desconcertar al seu enemic. Així mateix, gràcies a la deessa de la sequera, Nüba, filla seva, i en Yinglong, un drac associat amb la deïtat de la pluja, contraresten el poder d'en Chi You. Existeixen altres variants on s'exposa com primer en Yinlong provoca una gran pluja, posteriorment en Chi You l'aprofita per crear la boira, i més endavant Nüba dissipa. Altres escrits exposen com l'Emperador Groc va inventar una brúixola que anava en un carro, gracies això el seu exèrcit va poder situar l'enemic i atacar. Aquest acte reafirma com en els mites xinesos les invencions que ajuden a la humanitat estan associats a la creació a mans de les divinitats, o ésser mítics.
Finalment, en Chi You mor a mans d'en Huang Di, però també existeixen nombroses variants de com succeeix aquest episodi. Segons alguns mites, després d'escampar la boira, en Chi You començà a volar, convertint-se en un blanc molt difícil. Per aquest motiu, en Huang Di decideix fer un tambor que produeix un so tan fort, que fa que el déu caigui. Així és com l'atrapa, i posteriorment, el decapita. En altres històries es narra com en Chi You envia un grup d'animals místics molt ferotges que ataquin l'emperador, però aquest demana al seu exèrcit que toquin els corns de guerra i atemorir els animals, per la semblança d'aquest so amb el produït pels dracs.

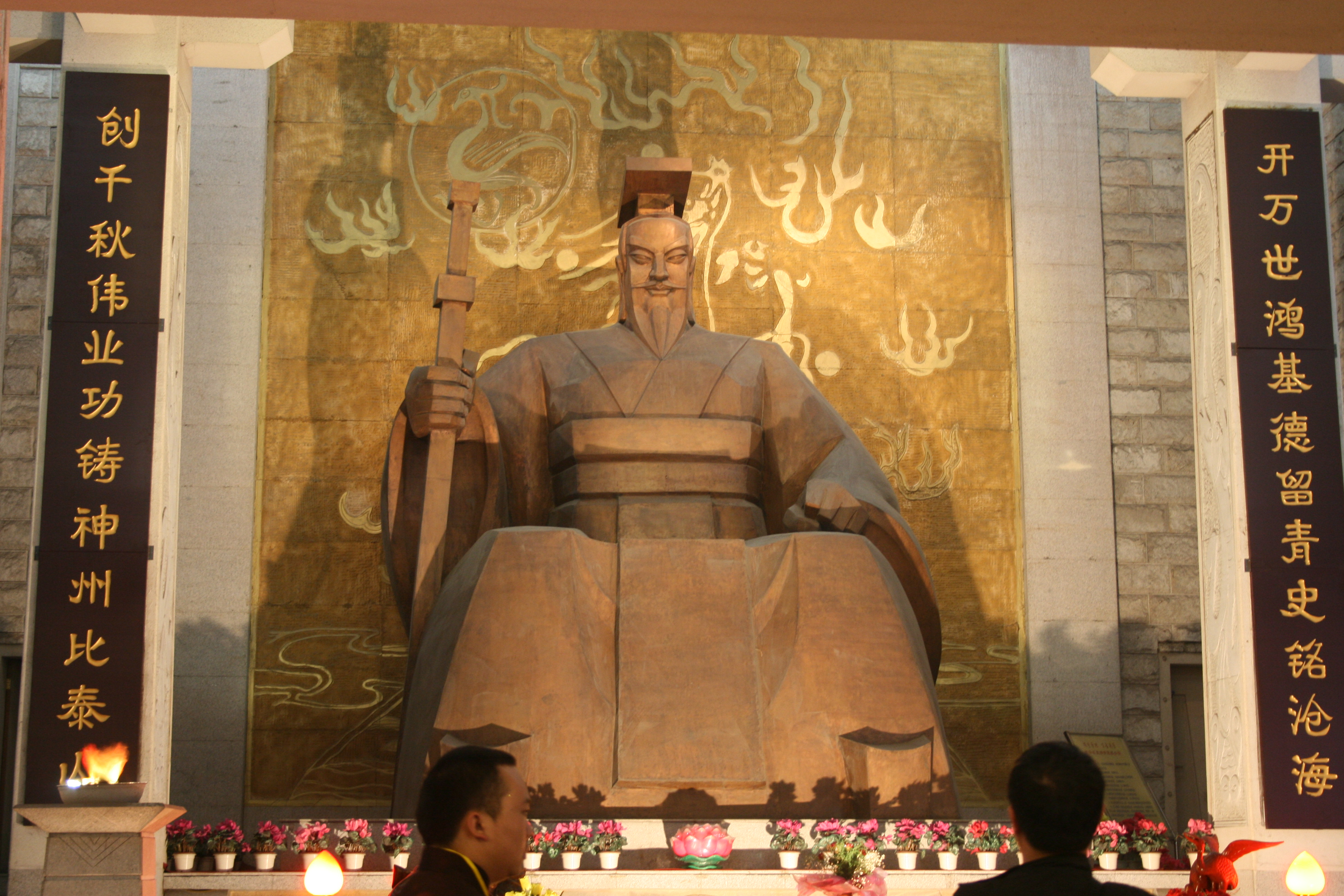
Escultura d'en Huang Di, situada al seu temple (Emperador Groc), en la ciutat de Xinzheng (província de Henan).

En totes les versions, s'exposa com en Huang Di acaba amb el déu de la guerra, en Chi You, personalment. En la mitologia xinesa s'entén que les divinitats, en general, són immortals, si bé estan subjectes a possibles morts, per accident, o com en el cas d'en Chi You, a mode d'ajusticiament per la seva actitud rebel. Però encara que morin, s'entén que la seva energia es transforma, no desapareix, i pot adoptar altres formes molt diverses. En el cas d'en Chi You fou executat i una part es va transformar en un conjunt de salzes. En altres escrits s'especifica que el cos d'en Chi You es va desmembrar, i cada part es va col·locar en diversos territoris, d'aquests trossos van brotar aurons. Posteriorment a la mort d'en Chi You, l'aliança entre els dos emperadors, en Huang Di i en Yan Di, es trencà, atès que aquest últim es va voler imposar com a sobirà de totes les tribus. Per això, els dos anteriors aliats es van enfrontar en la batalla de Banquan, on van lliurar fins a tres campanyes militars, que van desembocar en la clara victòria de l'Emperador Groc. Arrel de tots aquests conflictes, en Huang Di va decidir separar el cel de la terra, per tal de dificultat la via entre déus i homes, que havien provocat tantes tensions, i problemes. Aquesta decisió va canviar el món completament, va alliberar l'ésser humà del setge de les divinitats, i va ajudar a ordenar-lo, configurant-lo tal com s'entén avui dia.
En Sima Qian en el seu escrit no va voler recollir aquestes variants mítiques del conflicte entre l'Emperador Groc, i en Chi You. Només va apuntar com en Chi You havia format part del govern del emperador com a duc, i que havia atemptat contra l'odre amb la revolta, desembocant en la Batalla de Zhuolu. Així mateix, també va recollir la posterior guerra entre els dos emperadors en Banquan.

### Aparició en altres mitologies
La figura d'en Chi You no és exclusiva de la mitologia xinesa, sinó que apareix en relats d'altres tradicions no han, sobre tot en relació amb l'ètnia dels Miao, i els Hmong. Per tant, ens trobem davant d'una expansió d'aquesta figura mítica per diverses zones d'Àsia, sobretot, en el sud-est asiàtic, on migren aquestes ètnies que en Chi You representava, i també per la zona de la península coreana. Amb aquesta expansió hi ha un canvi de percepció en la figura d'en Chi You, atès que té connotacions més positives que en la mitologia xinesa, on principalment s'entén com la força oposada dels valors que presenta l'Emperador Groc.

#### Mitologia Hmong i Miao

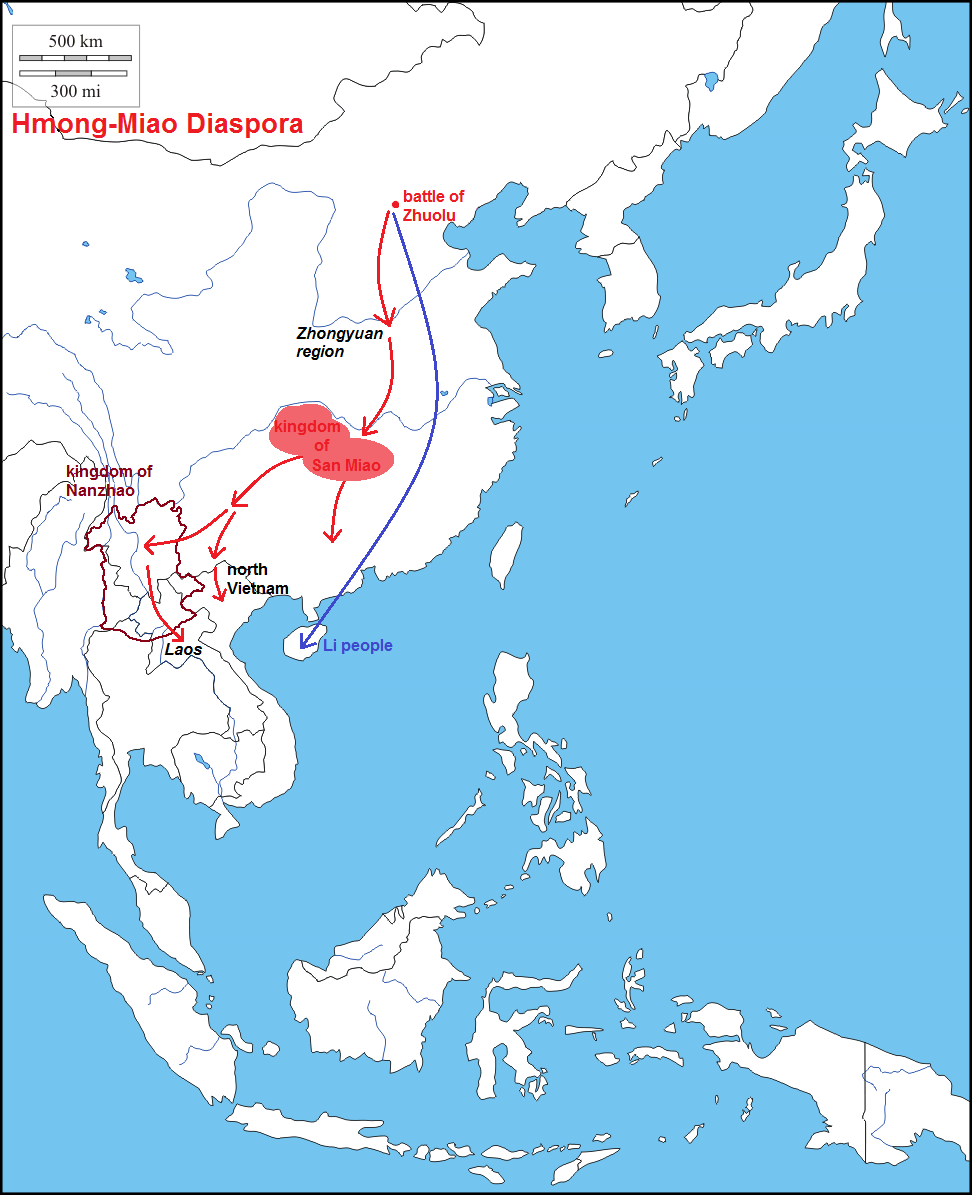
Mapa que mostra part de la diaspora de l'ètnia Hmong

El mite de la batalla entre en Chi You, i l'Emperador Groc mostra clarament la jerarquia social que es va establir entre dues ètnies, o grups socials diferents, segurament durant el Neolític, i com això s'extrapola en forma de figures mítiques. Per una banda, el grup social que engloben les tribus de l'Emperador Groc simbolitzant un estadi més avançat en àmbits com el tecnològic, i l'agrícola. En canvi, la comunitat que representa en Chi You es trobava en un estadi menys desenvolupat en aquests àmbits, i per aquest motiu, va ser dominada pels primers. Tant és així que es parla d'una ètnia marginal que va emigrar cap a altres regions, marcant la supremacia dels descendents d'en Huang Di. Aquest canvi en la societat queda recollit en els relats mítics, on s'exposa com l'Emperador Groc va contribuir a la correcta organització del món. Això indica la supremacia de la seva tribu en el territori del Riu Groc, junt amb el Yangtze i per tant, s'entén la migració d'altres tribus a regions diverses, tant a zones mes agrestes i muntanyoses, com a llocs que en l'actualitat conformen altres països com Vietnam, Tailàndia o Corea.
De la mateixa manera que el xinesos, en general, adopten la figura d'en Huang Di com un ancestre comú, l'ètnia dels Miao, la variant coreana, i del sud-est asiàtic anomenada Hmong, entenen en Chi You com un gran monarca, i heroi de temps remots de gran importància per la seva comunitat. És a dir, es creu que els seus ancestres van conformar la tribu de Jiuli. Per tant, aquest grup demostra certa autonomia respecte del grup dels Han (que conformen l'ètnia dominant a la Xina). A través de les costums i el llegat cultural d'aquestes minories culturals, han perviscut certs ritus, i mites que d'altre forma no coneixeríem en l'actualitat. Un d'aquest actes que vinculen directament els Miao amb en Chi You, és comú que adorin els aurons, i també els bous, els quals tenen una clara vinculació amb el déu de la guerra, i per aquesta ètnia simbolitza la prosperitat i bona sort. Així mateix, solen portar banyes de bous bordades a la roba o també poden aparèixer tallats en elements de plata. També es desenvolupa un ritual conegut com "Fer tremolar la muntanya de les flors", que commemora la figura d'en Chi You, i la seva aparició en diversos mites.
De la mateixa forma, la pervivència d'aquest magnànim governant pels Miao, i els Hmong, també es veu a través del folklore, i històries que narren aquestes comunitats, on s'explica com en Chi You va protegir, i defensar el territori dels Hmong de les invasions dels xinesos, atès que estaven situat en un lloc fèrtil a la vora del Riu Groc, i el Yangtze, es pot definr aquest periode com el país dividit de forma tripartita, entre els dos emperadors, i la tribu dels Jiuli. Finalment, s'explica com després de anys aguantant intents d'invasió en Chi You estava dèbil, la qual cosa van aprofitar les tribus han per fer caure el regne Hmong, i oprimir aquesta societat, provocant, alhora, la seva diàspora cap a d'altres regions. Abans d'aquesta migració, els fills d'en Chi You, en Chi Pang, en Chi Fu, i en Chi Li, van liderar la comunitat durant un temps, tornant a portar certa prosperitat, encara que posteriorment els han van tornar a desestabilitzar aquest govern.

#### Mitologia coreana
De la mateixa forma que succeeix en el cas dels Miao, i els Hmong, s'entén la figura d'en Chi You com un ancestre mític dels coreans. En aquest cas concret es vincula amb la figura de Hwan-ung (en coreà:환웅; en xinès: 桓雄), atès que el déu de la guerra va ser un dels seus mestres. En Hwang-ung és una figura important dintre de la història de Corea perquè és el pare d'en Dangun (en coreà: 단군; en xinès: 檀君), fundador llegendari de Gojoseon, el primer regne de Corea. En aquesta regió es coneix amb el nom de Chi Woo, per la transcripció que es fan en l'alfabet coreà del nom Chi You. Hi ha una permeabilitat, i també influència entre la mitologia xinesa i la coreana, per això és comú trobar la transposició de certes divinitats o figures mítiques, com també les variants en el nom, com és el cas d'en Huang Di que en coreà es coneix com Hwang Je. Així mateix, també es denota la influència de la mitologia xinesa en l'animisme que també es fa present en la regió coreana.
En l'actualitat, es pot notar una presència molt diluida de la figura d'en Chi You en la cultura coreana, atès que s'utilitza el seu rostre com la mascota de l'equip nacional de futbol, els Red Devil, la qual cosa emfatitza el seu caràcter de dimoni. Aquesta formulació en clau demoníaca d'en Chi You va influenciar els Dokkaebi, que són uns éssers mitològics propis del folklore coreà.

## Iconografia
La iconografia que presenta el Chi You és molt canviant, alguns escrits es refereixen a ell com una sort d'esperit amb forma de drac, o fins i tot de serp. Aquest aspecte el vincula amb les deïtats del vent, i la pluja. Es pot considerar la forma de rèptil com una de les primeres iconografies que presenta. Encara que generalment es descriu com una mena de híbrid entre animal, i figura antropomòrfica. Aquesta combinació de diferents trets també esta subjecte a canvis, així se l'associa amb la forma del rèptil, o en d'altres casos, es veu associat amb els ossos, presentant-lo grassonet, i amb unes banyes de bou. Aquesta última iconografia és molt recurrent durant la Dinastia Han, en concret apareix de forma reiterada com a decoració en tombes. En aquest període es considerava com una figura que tenia funcions apotropaiques ja que no només protegia la cambra, sinó també al propi difunt. Per això, no és estrany trobar la representació d'en Chi You en aquest context.
Tanmateix hi ha registres del culte cap aquesta divinitat, durant la Dinastia Qin, com l'esmentada anteriorment, els Han, on en Chi You era venerat juntament amb l'Emperador Groc com les dues variants que pot adquirir la violència, o les dues cares que poden arribar a encarnar les deitats de la guerra. Per una banda, en Chi You evocava tot allò irracional, i bàrbar de la violència. Mentre que en Huang Di simbolitzava l'ús apropiat i legítim de la força, i la guerra.
D'altra banda, és convenint destacar l'associació comuna d'aquesta deïtat amb els bous, això és degut al fet que es diu que tant ell, com els seus seixanta-i-dos germans tenien atributs propis d'aquest animal, com les banyes o les peülles, però amb la qualitat de que els caps dels seus germans eren de bronze. De la mateixa manera, en Chi You està claramanet vinculat amb el món animal, però també el trobem en represrentacions on adquireix forma humana. En aquests casos se'l sol representar portant pells d'ós, o de tigre, incidint el seu seu aspecte salvatge o barbar. Així mateix, se’l pot associar amb el seu caràcter d'inventor de les diverses armes, i per tant, pot aparèixer portant destrals, espases o arcs com atribut.

## Galeria

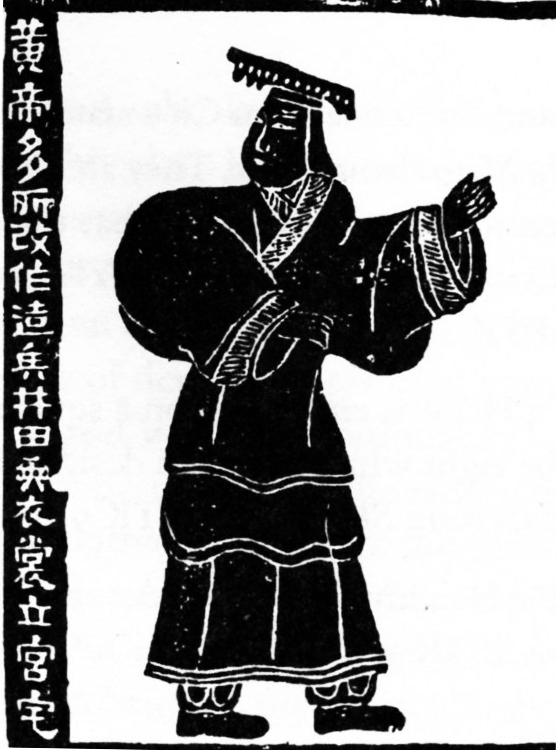
L'Emperador Groc (imatge del llibre Chinese Mythology editorial Birell)
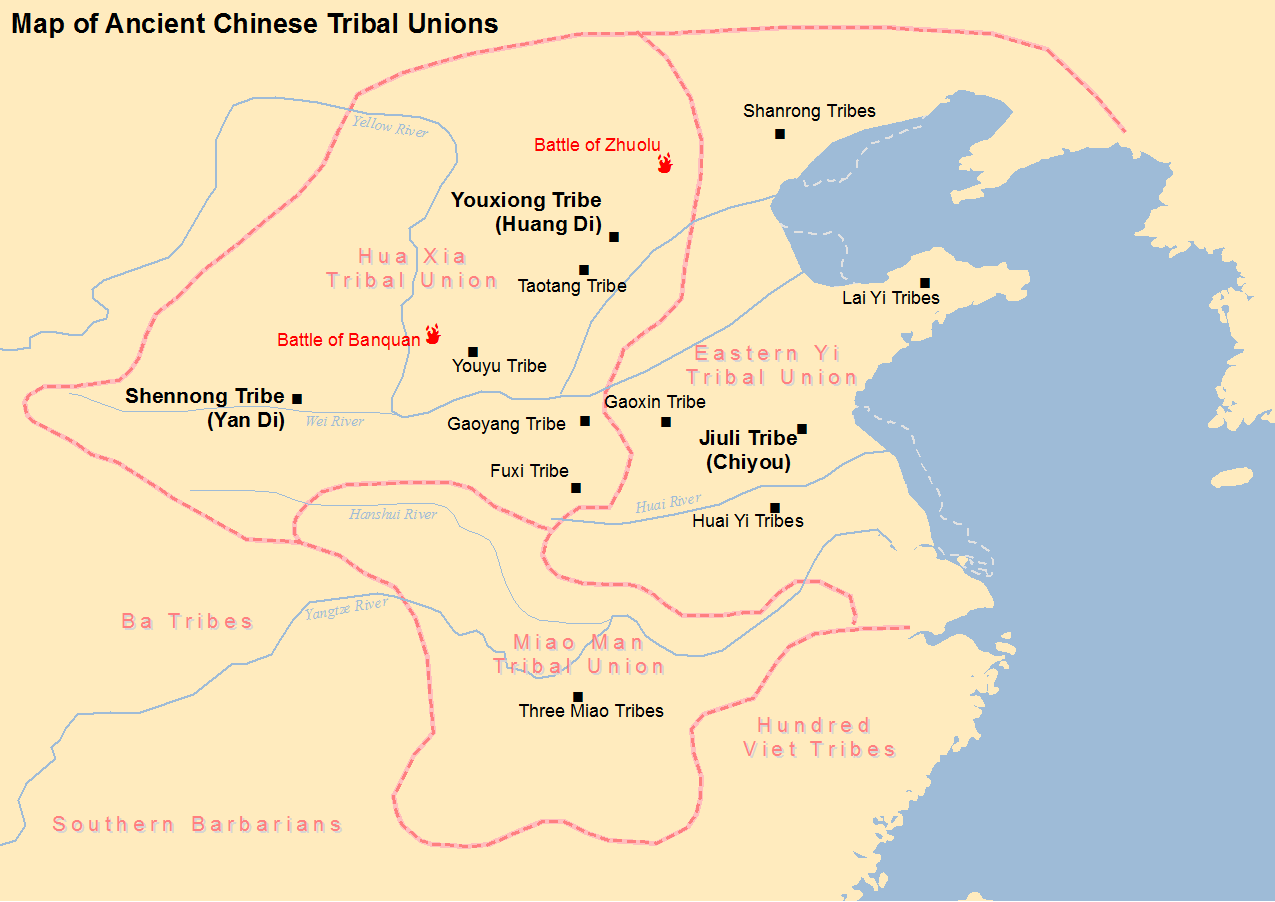
Mapa de les diferents tribus en l'Antiga Xina, i la unió d'aquestes. També s'assenyala lloc de la batalla Zhuolu.
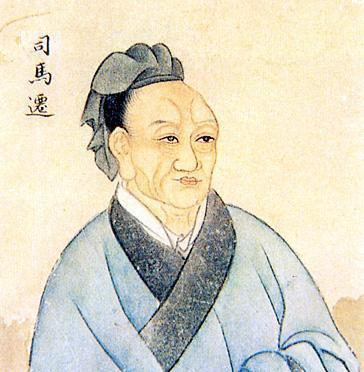
Sima Qian (145 aC - 85 a.C). Escriptor, i historiador xinès. Text més destacat va ser el Shiji o Registres del Gran Historiador, de la Dinastia Han.
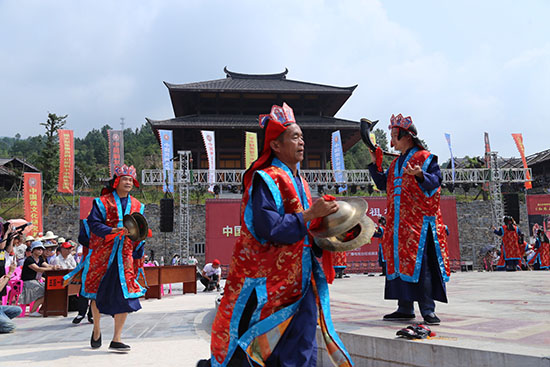
Sacerdot Nuo fent ritual en honor de Chi You, en el temple de Xinhua (Hunan).
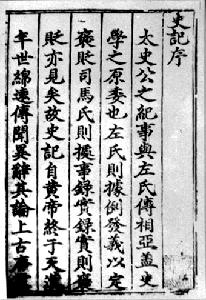
Shiji, o Registres del Gran Historiador, primera pàgina de una de les primeres edicions impreses.